# NGC 5940
NGC 5940 ist eine Balken-Spiralgalaxie vom Hubble-Typ SBab im Sternbild Schlange am Nordsternhimmel. Sie ist schätzungsweise 457 Millionen Lichtjahre von der Milchstraße entfernt, hat einen Scheibendurchmesser von etwa 110.000 Lj und ist als Seyfert-1-Galaxie klassifiziert.
Das Objekt wurde am 19. April 1887 von dem Astronomen Lewis A. Swift mithilfe seines 16-Zoll-Spiegelteleskops  entdeckt und später von Johan Dreyer in seinen New General Catalogue aufgenommen.